# Storia della lavanda
La storia della lavanda è di difficile ricostruzione, soprattutto perché le fonti antiche di cui si dispone spesso non sono tra loro congruenti.
Nonostante ciò l'ipotesi più diffusa e citata è quella del barone Gingins-Lassaraz (1826), che vede come importanti precursori nello studio della lavanda Dioscoride e Plinio il Vecchio. Dioscoride è il primo, nel 50 d.C., a citare l'erba odorosa stoecha, che prenderebbe il nome dalle isole Stœchades nelle quali è diffusa, e che usualmente si considera proprio la Lavandula stoechas.
Di seguito, secondo Lassaraz, le date della scoperta delle varie specie:
- 50, Dioscoride, Lavandula stoecha
- 70, Plinio, Lavanda spp
- 1541, Fuchs, Lavandula vera e spica
- 1565, L'Écluse, Lavandula dentata e multifida
- 1576, Lobel, Lavandula pedunculata
- 1651, J. Bauhin, Lavanda verde
- 1696, Plukenet, Lavanda aurone (Artemisia abrotanum?)
- 1780, Carl Linné figlio, Lavandula pinnata
- 1815, Augustin Pyrame de Candolle, Lavanda dei Pirenei
- 1817, Poiret, Lavandula coronopi

Il nome "lavanda" non compare né in Dioscoride né in Plinio. Questi, nella sua Naturalis historia XII, 26 descrive il nardo e le sue tre specie: quella più apprezzata è il nardo di Siria, segue la varietà delle Gallie e infine quella di Creta, che alcuni dicono "nardo selvatico". È stato in seguito che molti hanno ricondotto l'erba profumata di re Salomone al nardo siriaco, e quindi alla lavanda, e altri, prendendo spunto dalla leggenda delle peregrinazioni di Didone, hanno ipotizzato che la donna raggiunse anche le coste provenzali, ai cui antichi abitanti regalò la lavanda che portava con sé dalla Siria. Di tutto questo non c'è riscontro.
Alcuni vedono nel nardo siriaco di Plinio il Nardostachys grandiflora o la Valeriana spica, il nardo gallico dovrebbe essere la Valeriana celtica e quello cretese la Valeriana italica.
Matthioli, nel 1563, afferma che il nardo è di due specie, indiano e siriano. "Chiamasi usualmente il Nardo nelle spetiarie Spica Nardi", e inizia una lunga dissertazione per dimostrare gli errori in cui sono caduti gli studiosi a lui precedenti e quelli coevi, contestando lo stesso Plinio. Ci fa sapere che secondo alcuni il nardo che arriva in Italia non è l'indico, ma il soriano, mentre Giovanni Manardo afferma non essere neanche il soriano: Matthioli dimostra che entrambe le posizioni sono sbagliate. Secondo Antonio Musa Brasavola il nome della Spica Nardi indica il fatto che venga utilizzata la spiga, ma il Matthioli, sottolinea che si usa la radice, e che "spica" sia contrazione di aspide, il serpente, che vicino alla pianta spesso si trova.
Il nardo italiano, che si chiama anch'esso spigo, non rassomiglia né all'indiano né al siriaco, e "di questa medesima specie si crede che sia la lavanda". Alla pagina 28 due disegni confrontano il nardo italiano, la lavanda e il nardo celtico. Matthioli ci fa sapere che molti confondono la lavanda col nardo celtico, che cresce in Liguria e in Istria, ma "chi ben pesa le qualità dategli da Dioscoride con quelle della lavanda, può facilmente il manifesto loro errore accusare".
Nella seconda metà del XV secolo, Giuseppe Donzelli, nel suo Teatro farmaceutico, ipotizza che la "Spica narda habbia pigliato il nome da Nardo città della Siria", e che si chiami anche "indica"o "siriana", non perché originaria dell'India, ma perché Dioscoride dice che il monte dove nasce guarda "da una parte verso l'India e dall'altra verso la Siria". Afferma altresì che la spica narda si trovi "di una sola spetie, varia nondimeno di bontà, per causa del luogo dove nasce, perché la più perfetta è quella, che si trova in luoghi montuosi". Questa varietà, "quella pianta detta Lavendola", è detta Nardo Montano o Nardo Italiano, e, volgarmente, "Spica di Francia".
Donzelli, quindi, pur considerando una sola specie di lavanda, disserta poi sul Nardo Celtico, il quale, assieme al "Nardo Gallico, sono una medesima cosa con la Spica Celtica". Yuhanna Ibn Sarabiyun, medico arabo conosciuto come Serapione, la chiama Spica Romana, e Luigi Anguillara afferma essere la Saliunca di Virgilio.
Una interessante iniziativa è la costituzione di un Museo della lavanda nel comune ligure di Montalto Carpasio (IM), che raccoglie oggetti e immagini della coltivazione tradizionale.